# Мала Лодіна (водосховище)
Мала Лодіна (Malá Lodina) — водосховище на річці Горнад; місце розташування — Кошиці-околиця.
Площа — 0,53 км2. Розташоване біля села Мала Лодіна.